# Туманов, Олег Александрович
Олег Александрович Туманов (10 ноября 1944 года — 23 октября 1997 года) — исполняющий обязанности главного редактора Русской службы Радио «Свобода», агент влияния КГБ СССР.

## Биография
Олег Туманов родился 10 ноября 1944 г. Москве. Отец — Туманов Александр Васильевич, бывший сотрудник НКВД. Мать — Евдокия Андриановна Туманова. Выпускник СШ №155. Служил матросом срочной службы в войсковой части 63972 Балтийского флота и был объявлен пропавшим с борта корабля в ночь с 18 на 19 ноября 1965 года, когда корабль находился в территориальных водах Объединенной Арабской Республики вблизи ливийской границы в заливе Дар-Салум, стоя на якоре в 1,5 километрах от берега. Заочный арест санкционирован и подтвержден военным прокурором Балтийского флота в соответствии с розыскными документами Управления КГБ по Москве и Московской области (КГБ, розыскной № 27/29666).
Обнаружен в Мюнхене (ФРГ), где жил и работал до декабря 1985 года и. о. главного редактора Русской службы «Радио Свобода». В 1968 году он первым в истории радиостанции вел прямой эфир о вводе советских войск в Чехословакию в ходе «Операции Дунай», положившей конец реформам Пражской весны. Резко осуждал действия СССР, приведшие, как он считал, в дальнейшем к Афганской войне (1979—1989).
Олег Туманов был женат на латышской еврейке Ете Кац, сменившей имя на Светлана при восстановлении в гражданстве РФ. Они познакомились в Англии, где Светлана работала секретарём — программным ассистентом в Русской службе Би-Би-Си в Лондоне. После переезда к мужу в Мюнхен она работала с 1982 года в качестве преподавателя русского языка, позднее ассистента командующего в институтах разведывательного управления Армии США US Army Russian Institute (USARI), впоследствии George C. Marshall Center, Гармиш-Партенкирхен и US Army Foreign Language Training Center, Europe (FLTCE), MacGraw Kaserne, Мюнхен, ФРГ.
Дочь Олега и Светланы — Александра, родилась в Мюнхене.
23 февраля 1986 г. Олег Туманов исчез из Мюнхена, и в ходе проведенного полицией ФРГ расследования было установлено, что непосредственным поводом к его бегству стало известие о том, что работавший в Греции офицер 5-го Управления КГБ Виктор Гундарев перешёл на положение невозвращенца. Гундарев знал о том, что Туманов является агентом влияния 10-го отдела 5-го управления КГБ СССР и, опасаясь, что тот его выдаст, после отправки Туманову условного сигнала на срочное возвращение, Центр вывез его в СССР через Карлсхорст, Восточный Берлин. По версии, предложенной на пресс-конференции 26 апреля 1986 года в пресс-центре МИД на Зубовском бульваре, «Туманов на Западе был запутан спецслужбами США в антисоветской деятельности, работая с 1966 года на „Радио Свобода“ — в одном из главных центров политически идеологической диверсии Запада. По роду своей работы был хорошо информирован и имел доступ к секретной информации. В ходе службы он убедился в подрывном характере этой организации, враждебно направленной против советского народа и, признав свою ошибку, вернулся на родину».
Одной из основных операций ПГУ КГБ, в которых  участвовал Туманов в качестве наблюдателя, была операция «Апостол», проводившаяся в Париже начиная с 1975 года и прекратившаяся только в 1985 году, после того как «Апостол» скоропостижно скончался. Также Олегу Туманову удалось передать сотрудникам КГБ в Австрии несколько меморандумов «Радио Свобода», которые подтверждали, что в близком кругу верхушки ЦК КПСС в середине 1980-х находился американский крот-информатор.
После пресс-конференции Олегу Туманову было предложено несколько мест работы: преподавателем, редактором на Московском радио. Но в итоге, главным образом его использовали на «идеологическом фронте». Он выступал с написанными для него текстами, а летом 1990 года по просьбе руководства ПГУ КГБ участвовал в кампании по выборам депутата Верховного Совета СССР от Краснодарского края, агитируя против выставившего там свою кандидатуру отставного генерала КГБ Калугина, в своё время ставшим поводом для возвращения Туманова на родину.
Также после пресс-конференции, в октябре 1986 года по обвинению по ст. 99-й УК ФРГ по подозрению в агентской деятельности в пользу страны — не члена НАТО в связи с предположительными несанкционированными переходами в ГДР на станции метро Фридрихштрассе, была арестована супруга Туманова, Светлана Туманова. Обвинительные материалы были предоставлены бывшим работодателем Тумановой — 527-й частью военной разведки США. Главным свидетелем в процессе выступила Светлана Фрадис, коллега Тумановой по работе во FLTCE на военной базе США MacGraw Kaserne в Мюнхене. По окончании суда и следствия в конце марта 1987 года Светлана Туманова вышла на свободу и в 1988 году встретилась с мужем в Москве, где она в настоящий момент проживает.
В опубликованных в 1993 году в Германии и США мемуарах Олег Туманов утверждает, что был завербован КГБ до побега, получив задание инфильтровать эмигрантские организации и обнаружить связи между ними и ЦРУ. Тем не менее, Ариадна Николаефф - близкая подруга Олега Туманова и его коллега на «Радио Свобода», призналась сотруднику Федерального ведомства по охране конституции Германии незадолго до её самоубийства в Мюнхене в 1996 году, что Олег Туманов был завербован для работы с КГБ уже после его побега, когда вместе с ней прибыл на секретную встречу с сотрудниками ПГУ КГБ в Карлсхорст, ГДР приблизительно в 1968 году.
В 1990-х и до самой смерти Туманов резко критиковал политику российских властей, занимая либеральную позицию.
Олег Александрович Туманов умер 23 октября 1997 года в Москве после обширного инсульта, не дожив 3 недели до 53-х лет и похоронен с военными почестями на Хованском кладбище в Подмосковье.